# Franziskanerkirche (Luzern)

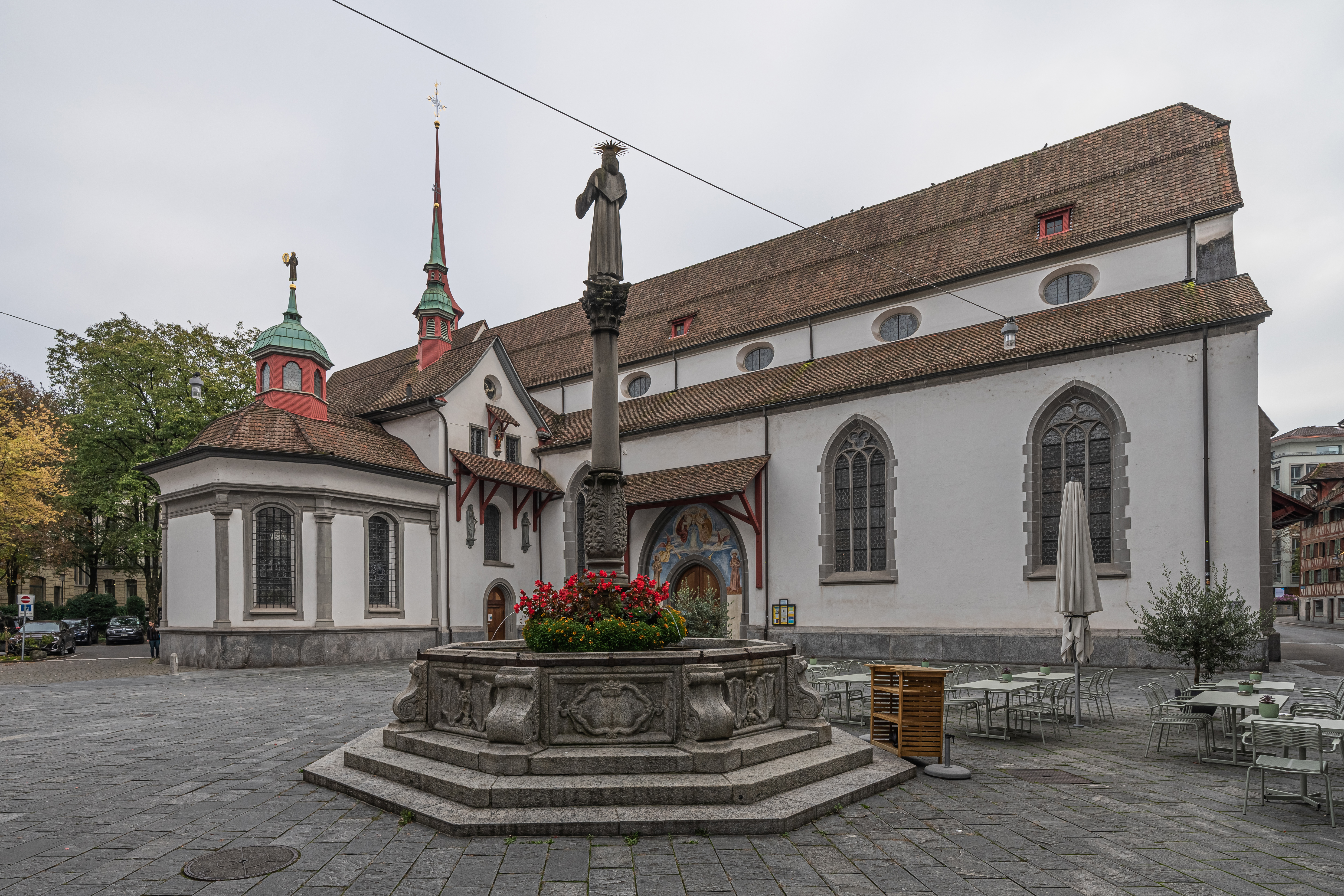
Aussenansicht St. Maria in der Au

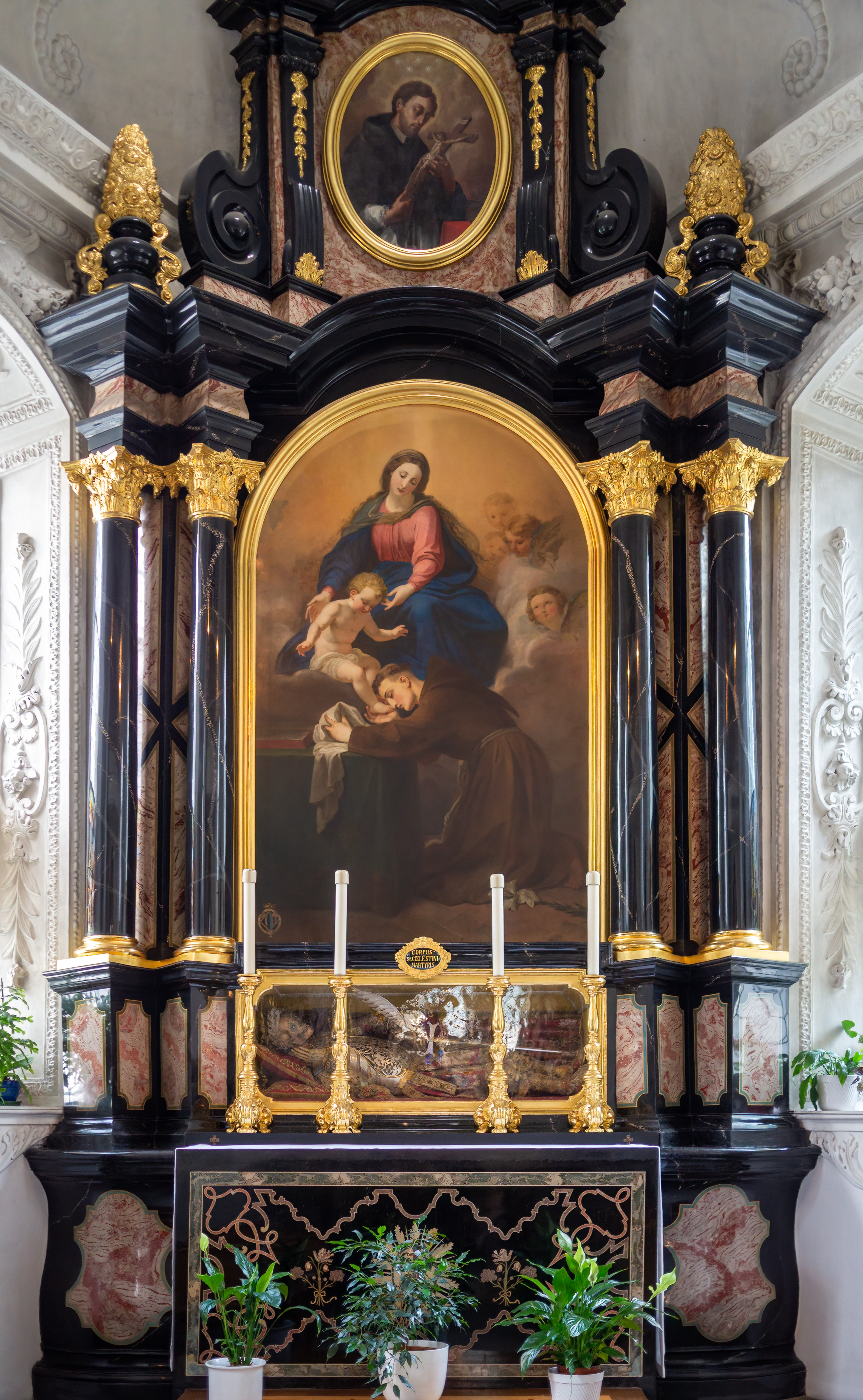
Altar

Die Franziskanerkirche (früher Barfüsserkirche) „St. Maria in der Au“ nahe dem Stadtzentrum von Luzern ist der Gottesmutter Maria geweiht. Sie ist auf der Liste der Kulturgüter in Luzern in der Kategorie A (national bedeutend) gelistet und gehört zur römisch-katholischen Kirche (Pfarrei St. Maria zu Franziskanern). Sie liegt am Franziskanerplatz und war die Kirche des ehemaligen Franziskanerklosters.

## Geschichte

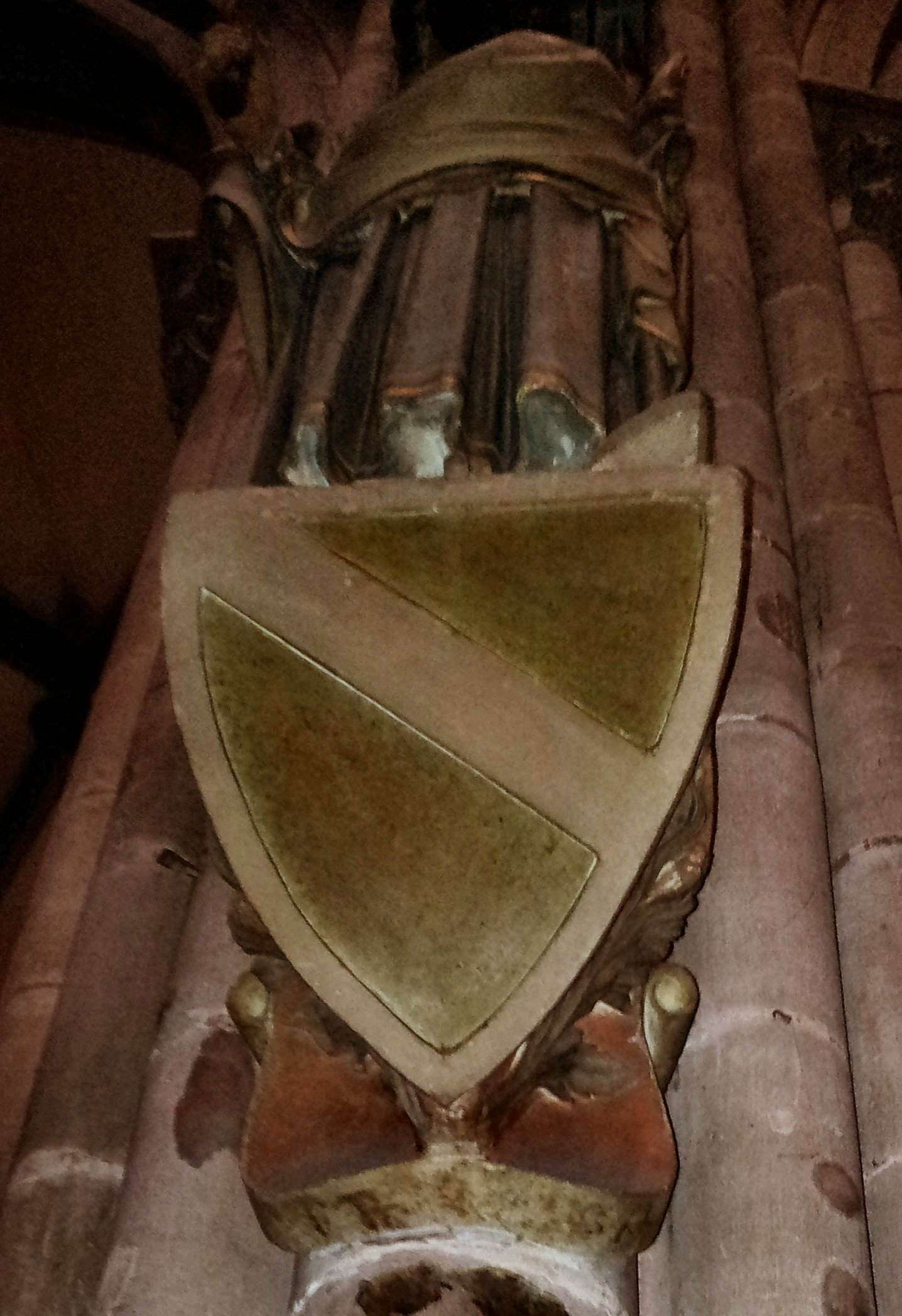
Wappen der Herren Geben (Freiburger Münster)

Die Kirche wurde von den Brüdern des 1210 gegründeten Franziskanerordens erbaut, die ihr Kloster vom 13. Jahrhundert bis 1838 in Luzern hatten; es gehörte zur Oberdeutschen (Straßburger) Ordensprovinz, Provincia Argentina. Erste Teile des Konvents und auch der Kirche entstanden ab 1269 (1223). Grosszügige Stifterin zum Bau des Klosters und die Schenkung von umfangreichem Ländereien zum Unterhalt des Barfüßer-Konvents war vermutlich Freifrau Gepa von Wolhusen. Diese Ländereien sowie die dortige Kapelle St. Maria in der Aw zu Luzern kaufte Gepa von Theobald von Faucolgney. Der Grund für die Stiftung in Luzern geht auf Abt Hugo von Rothenburg des Klosters Murbach, möglicherweise der Schwager der Stifterin, zurück. Das Kloster Murbach, Gründer der Stadt Luzern, hatte dort bereits umfangreiche Ländereien. Damals befand sich das Kloster noch ausserhalb der linksufrigen Kleinstadt, an der Strasse nach Unterwalden. Später ging dieser Besitz als murbachisches Lehen an die Habsburger über. In den Jahrhunderten nach dem Bau der Kirche wurde sehr viel geändert, auch entstand eine Beinhauskapelle, der grösste Teil der heutigen Innenausstattung stammt aus einem grösseren Umbau im 16. Jahrhundert.
Nach dem Sieg der Eidgenossen über die Habsburger bei der Schlacht bei Sempach wurden hier die von den Luzernern eroberten Schlachtbanner aufbewahrt und ausgestellt. Als diese über die Jahrhunderte allmählich zerfielen wurden sie abgenommen. An deren Stelle traten die heute noch vorhandenen Schlachtbannerzeichnungen, die im Mittelschiff unterhalb der dortigen Fensterreihe zu sehen sind.
1656 wurde unter anderem die Antoniuskapelle stark umgebaut. Wahrscheinlich stammt aus jener Zeit auch das Netzrippengewölbe, auch wurden alle Dächer erneuert und teils verändert und auf der Südseite die Fensteranordnung verändert. 1701 gab es im Wachturm (ehemals Heuturm) auf der Musegg eine heftige Explosion, deren Druckwelle einige Fenster in der Kirche zu Bruch gehen liess. Daraufhin wurden die bunten Fenster im Kirchenschiff durch damals moderne transparente Fenster ersetzt. In der Marienkapelle mussten gar neue Fenster weichen, um den Altar ins rechte Licht zu rücken. Zusätzlich wurde in der Mitte des 18. Jahrhunderts die spätgotische Täferdecke, die einzustürzen drohte, ersetzt.
Die Kirche wurde auch als Begräbniskirche benutzt, was Papst Gregor IX. im 13. Jahrhundert erst den Ordensbrüdern, später auch den Laien zugestand. Die Kirche wurde hauptsächlich für die Bewohner der Kleinstadt zum Begräbnisort, da der Friedhof – auch Gottesacker genannt – für jene zu weit entfernt lag. Begüterte Bürger konnten sich schon zu Lebzeiten einen Grabplatz in der Kirche kaufen. Es gab drei Orte, in denen sich Gräber befanden: die Klosterkirche, den äusseren Kreuzgang mit Garten beim Beinhaus und den Garten zwischen Antoniuskapelle und Kropfgasse. Gegen Ende des 16. Jahrhunderts kam es zu einer ersten Überfüllung des Friedhofes, worauf der Stadtrat eine Schliessung beantragte. Ausgenommen waren Leute mit einer eigenen Grabstätte. Damals wurde auch auf Grund von Feuchtigkeit der Kirchenboden um einen Werkschuh angehoben. Später kamen Klagen wegen üblen Geruches in der Kirche auf. Darauf wurden die Leichen mit Kalk übergossen. Sieben Jahre später beklagten sich die Totengräber, dass auf Grund der Feuchtigkeit und des Kalkes die Leichen nicht verwesen würden – die Angst vor einer Seuche machte sich breit. Nach einem gescheiterten Antrag im Jahr 1784 wurde der Friedhof dann schlussendlich 1798 geschlossen. Vorher wurden auf dem Friedhof um die 60 bis 80 Personen pro Jahr bestattet, das entsprach ungefähr 50 Prozent der Toten der ganzen Stadt. Anzumerken ist noch, dass über 50 Prozent der Bestatteten Männer waren und nur 30 Prozent Frauen. Auch war der grösste Teil – etwa 75 Prozent der Bestatteten – bei ihrem Tod über 50 Jahre alt.
Bei Renovationsarbeiten in den Jahren 1988/1989 wurden unter anderem auch teilweise archäologische Untersuchungen durchgeführt, untersucht wurden hauptsächlich die Grabkammersysteme, die nach dem Absenken des Bodens auf das Niveau von 1554 zerstört wurden. Das Chorbogenfresko aus der Mitte des 15. Jahrhunderts: Im Zentrum Jesus am Kreuz, umgeben von Engeln, Aposteln und Ordensheiligen. Die Kanzel, die auf einem knienden Engel ruht aus dem Jahre 1628 von Niklaus Geisler aus Schweinfurt. Der alte gotische Chorraum mit dem Kreuzrippengewölbe und dem Chorgestühl aus der Spätrenaissance von Kaspar Tüfel und Hans Ulrich Räber. An der Südseite der Kirche schliesst sich ein begrünter Platz mit einer Kopie von 1924 des Marienbrunnens (auch Spitalbrunnen genannt) von 1652 an. Der Platz war der Bereich des äusseren Kreuzgangs und des Friedhofs des ehemaligen Klosters. Erhalten vom Kloster ist noch der ehemalige Ostflügel südlich an der Pfarrkirche, heute Pfarrhaus Franziskanern (St. Maria).
Die Franziskanerkirche wurde früher auch Barfüsserkirche genannt. Der Begriff ist noch immer bekannt, zumal die Lokalität im Pfarreiamt noch heute 'Im Barfüsser' genannt wird. Ausserdem steht auf dem Franziskanerplatz der Barfüsserbrunnen von 1546.

## Architektur und Ausstattung

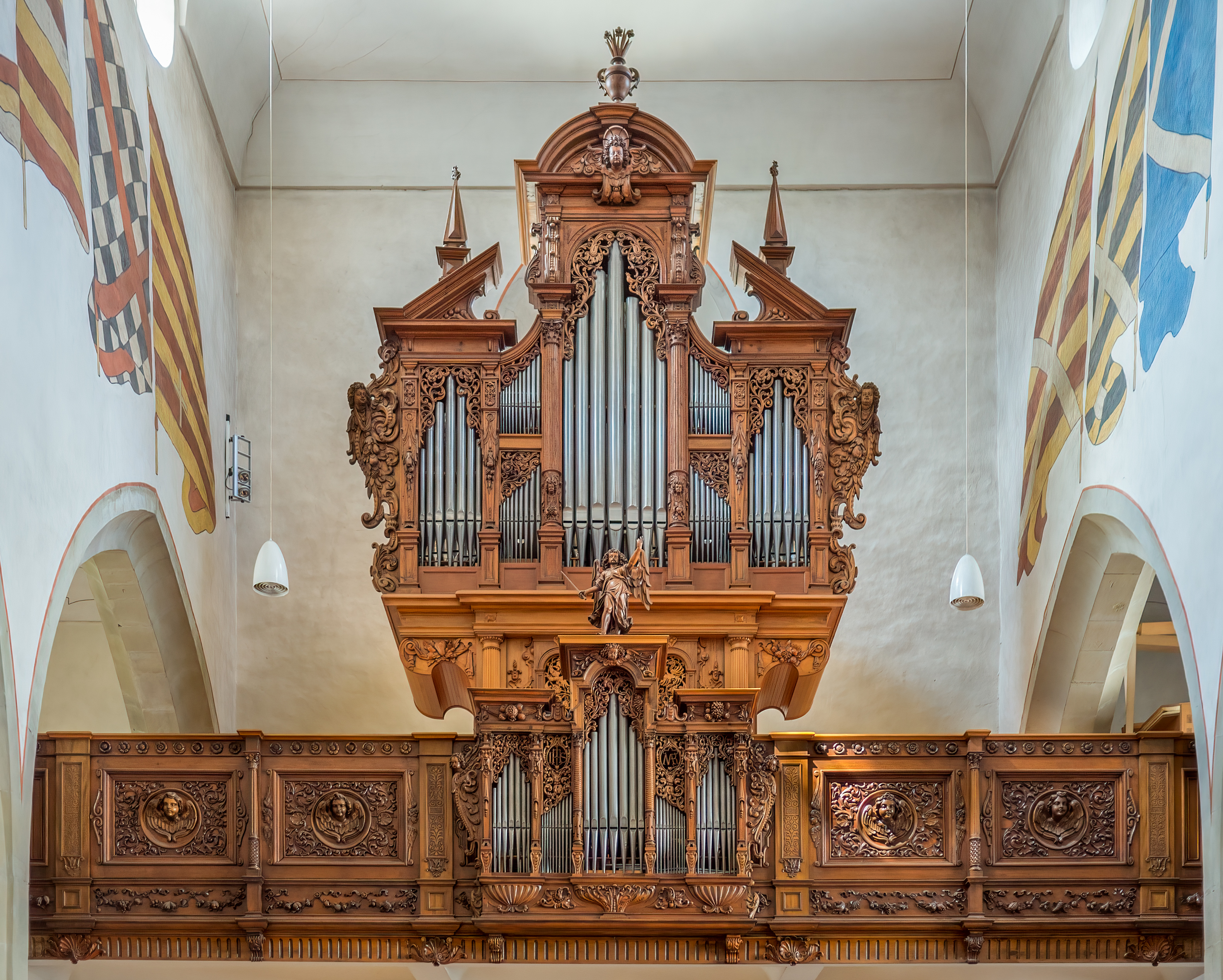
Orgel

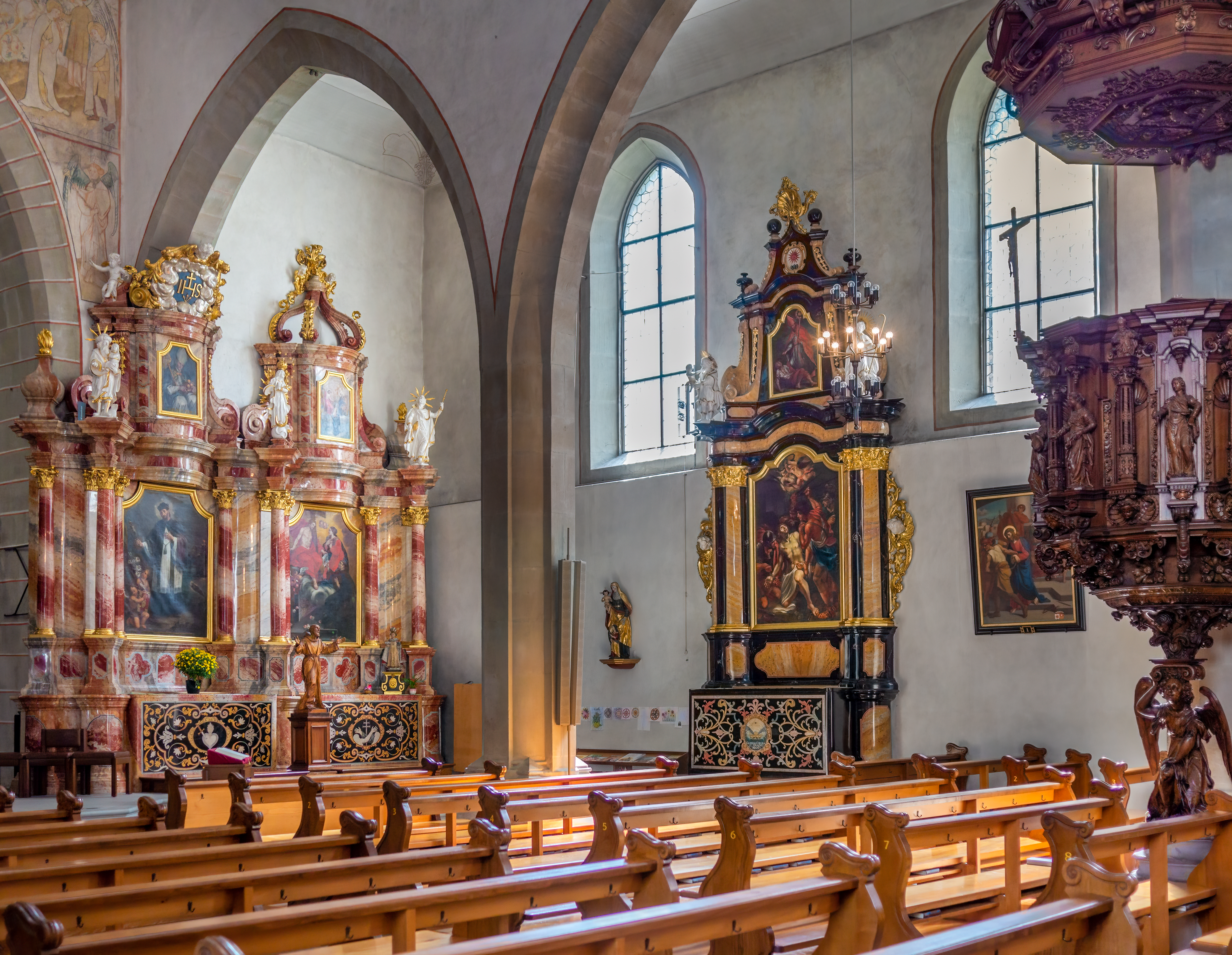
Innenansicht mit Kanzel

Im vorderen Teil befindet sich der Chor, die ursprüngliche Klosterkirche. Er weist ein Kreuzgewölbe mit Schlusssteinen, die wichtige kirchliche Figuren enthalten vor. Im vorderen Teil des Chors befindet sich der Hochaltar aus dem 18. Jahrhundert, welcher aus Stuckmarmor gefertigt ist. Das reichlich geschmückte Chorgestühl aus dem 17. Jahrhundert an der Seite weist 46 Plätze und eine kleinere Chororgel auf. Früher wurde das kurz zeitlich versetzt angebaute dreischiffige Langhaus durch einen Lettner vom Chor getrennt, im 18. Jahrhundert wurde dieser durch ein schmiedeeisernes Gitter ersetzt. Im Langschiff stehen auch mehrere Altäre, die verschiedenen Heiligen geweiht sind. Im Jahr 1626 Gian Antonio Castelli aus Melide TI realisiert mehrere Stuckarbeiten.
Das Mittelschiff enthält mehrere Wandmalereien und drei Deckengemälde, von denen das Mittlere das Aufsteigen des heiligen Franziskus in den Himmel zeigt. An den Seitenwänden sind Fahnen zu sehen. Ursprünglich hingen hier die Fahnen, die man den Feinden in den Schlachten abgenommen hatte. Wohl weil sie vermoderten, wurden sie im 18. Jahrhundert durch Malereien ersetzt. Im vorderen Drittel befindet sich die im 17. Jahrhundert gebaute Kanzel, die von einem Engel „getragen“ wird.
Auf der Nordseite der Kirche befinden sich mehrere Anbauten: die Vorhalle, die Antoniuskapelle und das Marienchörlein.

## Orgel
Die Orgel wurde 1988 von dem Orgelbauer Goll (Luzern) erbaut, unter Wiederverwendung des historischen Gehäuses und von Pfeifenmaterial der historischen Orgel aus dem Jahr 1653. Das Instrument hat 33 Register auf drei Manualen und Pedal. Die Trakturen sind mechanisch. Im Chorraum befindet sich eine mitteltönig gestimmte Orgel, welche 1990 von Orgelbau Graf rekonstruiert wurde. Zusätzlich verfügt die Franziskanerkirche über eine Truhenorgel der Firma Goll aus dem Jahr 2003.
| I Rückpositiv C–f3 |               |    |   |
| 1.                 | Copl          | 8′ |   |
| 2.                 | Principal     | 4′ | H |
| 3.                 | Block Fleuten | 4′ |   |
| 4.                 | Octav         | 2′ |   |
| 5.                 | Hörnlin II    |    |   |
| 6.                 | Zimbl III     |    |   |
| 7.                 | Krumphorn     | 8′ |   |

| II Hauptwerk C–f3 |                  |       |   |
| 8.                | Gross Gedackt    | 16′   |   |
| 9.                | Principal        | 8′    | H |
| 10.               | Secund Principal | 8′    | H |
| 11.               | Holfleuten       | 8′    |   |
| 12.               | Octav            | 4′    | H |
| 13.               | Fleuten          | 4′    | H |
| 14.               | Quintfleuten     | 3′    |   |
| 15.               | Super Octav      | 2′    | H |
| 16.               | Sesquialtera II  |       | H |
| 17.               | Quinta           | 1 ⁄2′ |   |
| 18.               | Quindez          | 1′    | H |
| 19.               | Mixtur III       |       | H |
| 20.               | Zimbl II         |       | H |
| 21.               | Fiffera          | 8′    | H |
| 22.               | Trompeten        | 8′    |   |

| III Brustwerk C–f3 |               |    |
| 23.                | Copl von Holz | 8′ |
| 24.                | Rohr Fleuten  | 4′ |
| 25.                | Wald Fleuten  | 2′ |
| 26.                | Octävlein     | 1′ |
| 27.                | Regal         | 8′ |

| Pedal C–f1 |                    |         |
| 28.        | Gross Principal    | 16′     |
| 29.        | Subbas             | 16′ Tr. |
| 30.        | Octavbass          | 8′      |
| 31.        | Super Octav        | 4′      |
| 32.        | Mixtur zum Pedal V |         |
| 33.        | Posaunen           | 16′     |
| 34.        | Trompeten          | 8′      |

- Koppeln: I/II, III/II (jeweils als Schiebekoppeln), I/P, II/P, III/P
- Nebenregister: Tremolant
- Anmerkung:

H = originales Pfeifenmaterial von 1653